# استیون کلیدن
استیون کلایدون (زادهٔ ۱۹۶۹) مجسمه‌ساز و موسیقی‌دان ساکن لندن است.
کلایدون در لندن به دنیا آمد. او در نمایشگاه‌های بین‌المللی در تیت مدرن در لندن، آرت بازل در سوئیس و نمایشگاه‌هایی در دوسلدورف و پورتیکوس داشته است. 
کلایدون همچنین یکی از اعضای گروه الکترونیکی منقرض شده Add N to (X) بود. در سال ۲۰۰۵، کلایدون در فیلم هری پاتر و جام آتش به عنوان یکی از اعضای گروه خواهران عجیب و غریب ظاهر شد.